# Stefan Airapetjan
Stefan Airapetjan også kendt som Stefan (født 24. december 1997) er en Estitsk sanger og sangskriver. Han har repræsenteret Estland ved Eurovision Song Contest 2022 i Torino med sangen "Hope" og kom på en 13. plads i finalen.